# Zbigniew Pilawski
Zbigniew Władysław Pilawski (ur. 19 czerwca 1922 w Lublinie, zm. 3 lipca 1987 w Szczecinie) – polski lekarz ginekolog i położnik, profesor Pomorskiej Akademii Medycznej, w II RP działacz ZHP, w czasie II wojny światowej żołnierz AK i LWP.

## Życiorys

### Okres przed II wojną światową
Urodził się w roku 1922 w Lublinie, w rodzinie o tradycjach patriotycznych. Był synem Aleksandra i Klementyny z Paprockich. Ojciec był uczestnikiem wojny polsko-bolszewickiej (1919−1920), a dziadek Józef Pilawski – powstańcem styczniowym (1863). Po przejściu Aleksandra Pilawskiego na emeryturę wojskową rodzina osiedliła się w Rudniku nad Sanem. Ojciec pracował jako urzędnik bankowy, a syn uczył się w szkole powszechnej. Po jej ukończeniu kontynuował naukę w Państwowym Gimnazjum im. Stefana Czarnieckiego w Nisku. Działająca w gimnazjum drużyna harcerska nosiła imię Czarnieckiego od chwili odzyskania niepodległości (1918).
Starając się zaszczepić idee harcerstwa na terenie Rudnika, utworzył tam zastęp, początkowo oderwany od organizacji, a następnie zarejestrowany w Kwaterze Głównej ZHP i włączony, jako drużyna, do hufca w Stalowej Woli. Zbigniew Pilawski został drużynowym. Po pięciu miesiącach przygotowań odbyło się pierwsze w Rudniku przyrzeczenie harcerskie, zorganizowane przy pomniku uczestników powstania styczniowego, w dniu 76. rocznicy jego wybuchu.

### II wojna światowa
We wrześniu roku 1939, mając 17 lat, uczestniczył w obronie kraju zajmując stanowisko obserwatora, zlokalizowane na dachu szkoły powszechnej. W latach 1941−1944 działał konspiracyjnie w ruchu oporu na Podkarpaciu. Początkowo należał do Związku Walki Zbrojnej, a później brał udział w akcjach dywersyjnych jako żołnierz Armii Krajowej pod ps. Jastrzębiec i Ostoja. Uczestniczył w akcjach rozbicia ochrony Wehrmachtu przy tartaku w Łętowni i magazynów broni w Sarzynie. Brał udział w dostarczaniu broni oddziałowi Kmicica, rozbrajaniu posterunku policji granatowej w Bielinach, likwidacji konfidentów gestapo w Stalowej Woli, zabezpieczaniu przepraw z bronią i amunicją przez San, odbieraniu zrzutów w Bojanowie.
W roku 1944 wstąpił do Ludowego Wojska Polskiego. Był żołnierzem 1 Armii WP (3 Dywizja Piechoty). W latach 1944–1945 walczył pod Warszawą (m.in. forsowanie Wisły pod Górą Kalwarią, wyzwalanie Warszawy) i Bydgoszczą, uczestniczył w przełamywaniu Wału Pomorskiego, bitwie o Kołobrzeg (w tej bitwie został ranny), forsowaniu Odry i operacji berlińskiej (zob. działania bojowe 3 Dywizji Piechoty).

### Studia medyczne
Po zakończeniu wojny otrzymał z wojska skierowanie na studia medyczne. Studia podjął w Lublinie, na Uniwersytecie Marii Curie-Skłodowskiej, który uroczyście zainaugurował działalność już 14 stycznia 1945 roku (wydziały: Lekarski, Przyrodniczy, Rolny i Weterynaryjny). W roku 1948 – po demobilizacji – przeniósł się do Szczecina, gdzie w marcu 1948 roku powołano do życia Akademię Lekarską (trzecią wyższą uczelnię w mieście). W tym roku studia medyczne podjęło w Szczecinie tylko 60 studentów czwartego roku studiów. Zbigniew Pilawski skończył studia i otrzymał dyplom lekarza w roku 1951.

### Praca w Pomorskiej Akademii Medycznej

#### Stanowiska i tytuły
Pracę w PAM w Szczecinie rozpoczął już w roku 1949, jako asystent w Zakładzie Anatomii Patologicznej. Kolejne stopnie naukowe zdobywał w latach:
- 1957 – specjalizacja w zakresie ginekologii i położnictwa
- 1959 – doktorat
- 1978 – tytuł profesora zwyczajnego

W kolejnych latach zajmował stanowiska:
- 1951–1958 – starszego asystenta w Klinice Położnictwa i Chorób Kobiecych
- 1958–1959 – ordynatora Oddziału Położniczo-Ginekologicznego Szpitala Miejskiego w Stargardzie Szczecińskim
- 1960–1971 – adiunkta (ponownie w PAM)
- 1971–1972 (po śmierci doc. Mikołaja Prochorowa) – docenta i kierownika Kliniki Położnictwa i Chorób Kobiecych
- 1972–1975 – kierownika Kliniki Ginekologii Operacyjnej i wicedyrektora Instytutu Ginekologii i Położnictwa
- od 1976 − dyrektora Instytutu.

Zajmował stanowisko konsultanta wojewódzkiego i regionalnego w zakresie położnictwa i ginekologii. Założył wojewódzki oddział Polskiego Towarzystwa Ergonomicznego i pełnił funkcję przewodniczącego. Był przez wiele lat opiekunem Studenckiego Towarzystwa Naukowego PAM.

#### Tematyka pracy naukowej i klinicznej
Interesował się przede wszystkim problemami:
- chirurgicznej rekonstrukcji przemieszczeń narządów płciowych (zob. zaburzenia statyki narządu rodnego)
- wysiłkowego nietrzymania moczu
- onkologii szyjki macicy
- diagnostyki i leczenia nowotworów jajnika (oszczędzającego narząd).

## Publikacje
Był autorem lub współautorem ponad 180 publikacji naukowych (według innych źródeł wydał ponad 134 prace), m.in.:
- Czynność wewnątrzwydzielnicza jajników po usunięciu macicy, Ginekologia Polska 1960
- Hemodynamika jajników a ich reaktywność (monografia) PWN 1966
- Influence of Ovarian Hyperemia on Ovulation w: Zbornik Radova Sestog Kongresa Ginekologa-Opstetricara Jugoslawije u Zagrebu, 1968
- Różnice relacji czasowej wystąpienia jajeczkowania po kopulacji u królic w zależności od pory roku, Folia Biologica 1969
- Obserwacje nad pewnymi czynnikami środowiskowymi wpływającymi na indukowaną owulację u królic, Zoologica Polonica 1970

## Odznaczenia i wyróżnienia
Został odznaczony m.in.:
- Złotym Krzyżem Zasługi
- Krzyżem Kawalerskim Orderu Odrodzenia Polski
- Krzyżem Walecznych
- Krzyżem Armii Krajowej
- Krzyżem Partyzanckim

Otrzymał również:
- Medal „Zasłużonym na Polu Chwały”
- Medal Zwycięstwa i Wolności 1945
- Medal „Za wyzwolenie Warszawy”
- Medal „Za udział w walkach o Berlin”
- Medalem za Odrę, Nysę, Bałtyk
- Odznakę Gryfa Pomorskiego
- Medal „Za Zasługi dla Ziemi Szczecińskiej”

## Życie rodzinne
Był żonaty z Haliną Pilawską, również studentką pierwszego rocznika studentów PAM w Szczecinie, w czasie wojny – łączniczką AK, uczestniczącą w powstaniu warszawskim (później prof. dr hab., kierownik Katedry Medycyny Społecznej PAM). Mieli dwoje dzieci: syna Macieja (ur. 1953) i córkę Beatę (ur. 1955). Był amatorem wędkarstwa.

## Upamiętnienie
Pamięć o Zbigniewie Pilawskim jest żywa zarówno w Szczecinie, jak w Rudniku nad Sanem, w którym spędził młodość. Zgodnie ze swoim życzeniem został pochowany na cmentarzu parafialnym w Rudniku, obok Józefa Pilawskiego (dziadka, powstańca styczniowego), Aleksandra (ojca, uczestnika wojny polsko-bolszewickiej) oraz matki i siostry (poległej w powstaniu warszawskim łączniczki AK). Przy jego grobie komenda miejscowego szczepu harcerskiego zarządza, np. z okazji inauguracji roku harcerskiego, warty honorowe. W uroczystościach uczestniczyła mieszkająca w Szczecinie żona, Halina Pilawska, której nadano tytuł druhny honorowej. Tablica upamiętniająca wojenne zasługi Zbigniewa Pilawskiego znajduje się obok podobnych tablic, poświęconych innym lekarzom wojskowym, Adamowi Mokrzyckiemu i Mieczysławowi Kusto. Opis jego zasług, wraz z portretem, znajduje się w dokumencie pt. Rejestr Bohaterów I Walk o Polskę w Regionie, opracowanym przez ZHP Szczep Harcerski „Puszcza” nr 10 im. ppłk Waleriana Młyńca w Rudniku nad Sanem. Jego imię nosi działająca w Rudniku 52 Drużyna Harcerska.
Na szczecińskim Cmentarzu Centralnym zasadzono poświęcone mu „Drzewko Pamięci”:

Taka pamięć to budowanie tożsamości naszego miasta. Miasto podobnie jak i człowiek bez pamięci jest tylko pustą wydmuszką, bańką mydlaną na wietrze. Człowiek bez przeszłości to i wielokrotnie człowiek bez przyszłości.

Andrzej Łazowski, inicjator akcji „Drzewka Pamięci”, pisał, że dęby, sadzone w różnych miejscach szczecińskiego cmentarza-ogrodu, upamiętniają ludzi, których życiorysy tworzą:

…syntetyczny skrót dziejów Polski – od kresowych dworów i budowę Gdyni, przez wojnę i okupację z dramatem września 1939, tragedię żydowskich gett, bestialstwo hitlerowskich obozów zagłady, hekatombę powstania warszawskiego, przez wysiłek odbudowy, meandry emigracji, gorzkie poczucie braku wolności i upór codziennego działania, po nadzieję, jaką dał nam Jan Paweł II, i eksplozję „Solidarności”.